# Kowpakowo (Kaliningrad)
Kowpakowo (russisch Ковпаково, deutsch Hochfeld (Ostpr.), bis 1928: Eydgimmischken, 1928 bis 1940: Hochfeld, litauisch Eidginiškiai) ist ein verlassener Ort im Rajon Krasnosnamensk der russischen Oblast Kaliningrad.
Die Ortsstelle befindet sich drei Kilometer östlich von Pobedino (Schillehnen/Schillfelde) und ist von dort auf einem Weg zu erreichen. Vor 1945 hatte der Ort einen Haltepunkt am nach Doristhal führenden Strang der Pillkaller Kleinbahn.

## Geschichte

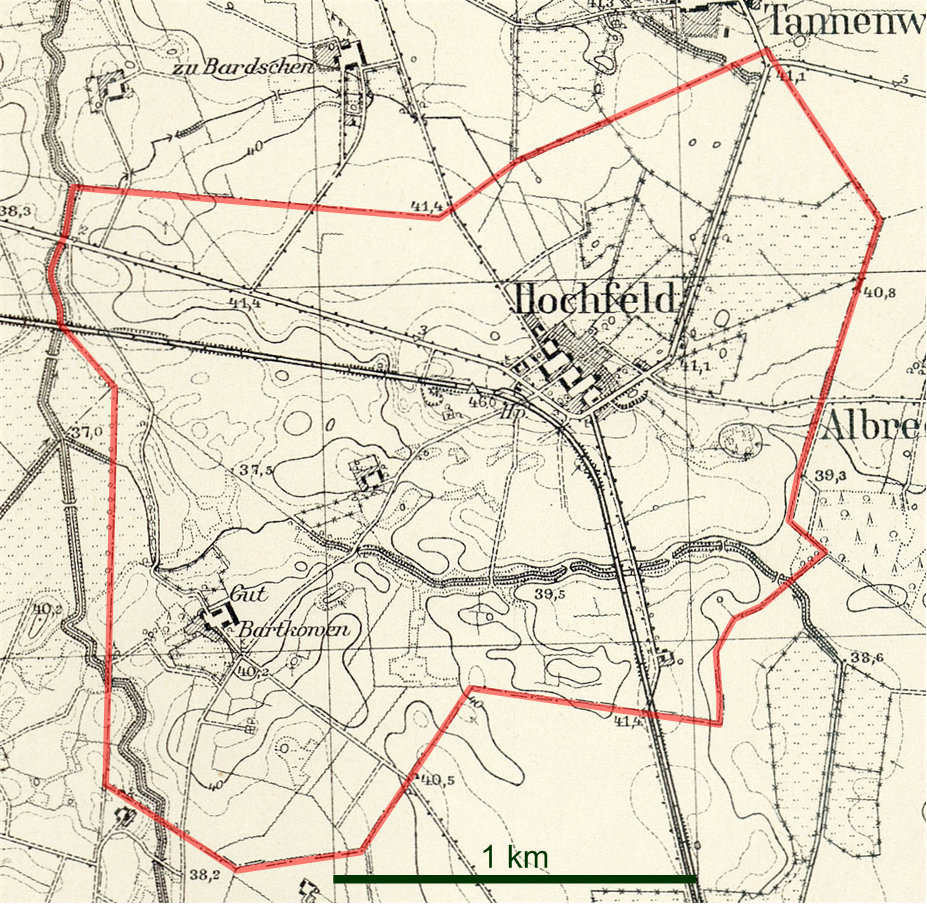
Die Gemeinde Hochfeld auf einem Messtischblatt von 1936

Eydgenischken wurde seit 1660 erwähnt. Um 1780 war Eidgimischken ein königliches Bauerndorf. 1874 wurde die Landgemeinde Eidgimmischken in den neu gebildeten Amtsbezirk Wisborienen im Kreis Pillkallen eingegliedert. 1928 wurde der Gutsbezirk Bartkowen (s. u.) an die Landgemeinde Eydgimmischken angeschlossen und die so erweiterte Landgemeinde in Hochfeld umbenannt. 1940 erhielt sie die Zusatzbezeichnung (Ostpr.).
1945 kam der Ort in Folge des Zweiten Weltkrieges mit dem nördlichen Ostpreußen zur Sowjetunion. 1947 erhielt er (als Eydgimmischken) den russischen Namen Kowpakowo und wurde gleichzeitig dem neu gebildeten Dorfsowjet Pobedinski selski Sowet im Rajon Krasnosnamensk zugeordnet. Kowpakowo wurde vor 1988 aus dem Ortsregister gestrichen.

### Einwohnerentwicklung
| Jahr | Einwohner | Bemerkungen                           |
| ---- | --------- | ------------------------------------- |
| 1867 | 56        |                                       |
| 1871 | 59        |                                       |
| 1885 | 75        |                                       |
| 1905 | 106       | davon 26 litauischsprachige, 10 Juden |
| 1910 | 84        |                                       |
| 1933 | 81        | einschließlich Bartkowen              |
| 1939 | 71        |                                       |

### Bartkowen
Bartkowen war um 1780 ein kölmisches Gut. 1874 kam auch der Gutsbezirk Bartkowen in den Amtsbezirk Wisborienen. 1928 erfolgte dann die Eingliederung in die Landgemeinde Hochfeld. Dort wurde ab 1938 der Name des Ortsteils nicht mehr verwendet.

#### Einwohnerentwicklung
| Jahr | Einwohner | Bemerkungen                |
| ---- | --------- | -------------------------- |
| 1867 | 14        |                            |
| 1871 | 12        |                            |
| 1885 | 12        |                            |
| 1905 | 12        | davon 4 litauischsprachige |
| 1910 | 9         |                            |
| 1925 | 26        |                            |

## Kirche
Hochfeld/Eydgimmischken und Bartkowen gehörten zum evangelischen Kirchspiel Schillehnen. Die katholische Minderheit (1905 insgesamt 14 Bewohner) war bis 1930 in Bilderweitschen und dann in Schillehnen eingepfarrt.